# Dendrocnide meyeniana
Dendrocnide meyeniana là loài thực vật có hoa trong họ Tầm ma. Loài này được (Walp.) Chew mô tả khoa học đầu tiên năm 1965.